# Otto Schumann (Politiker, 1903)
Otto Emil Schumann (* 22. Januar 1903 in Riesdorf, Landkreis Jerichow I; † 22. Dezember 1947 in Magdeburg) war ein deutscher Politiker und Landtagsabgeordneter von Sachsen-Anhalt.

## Leben

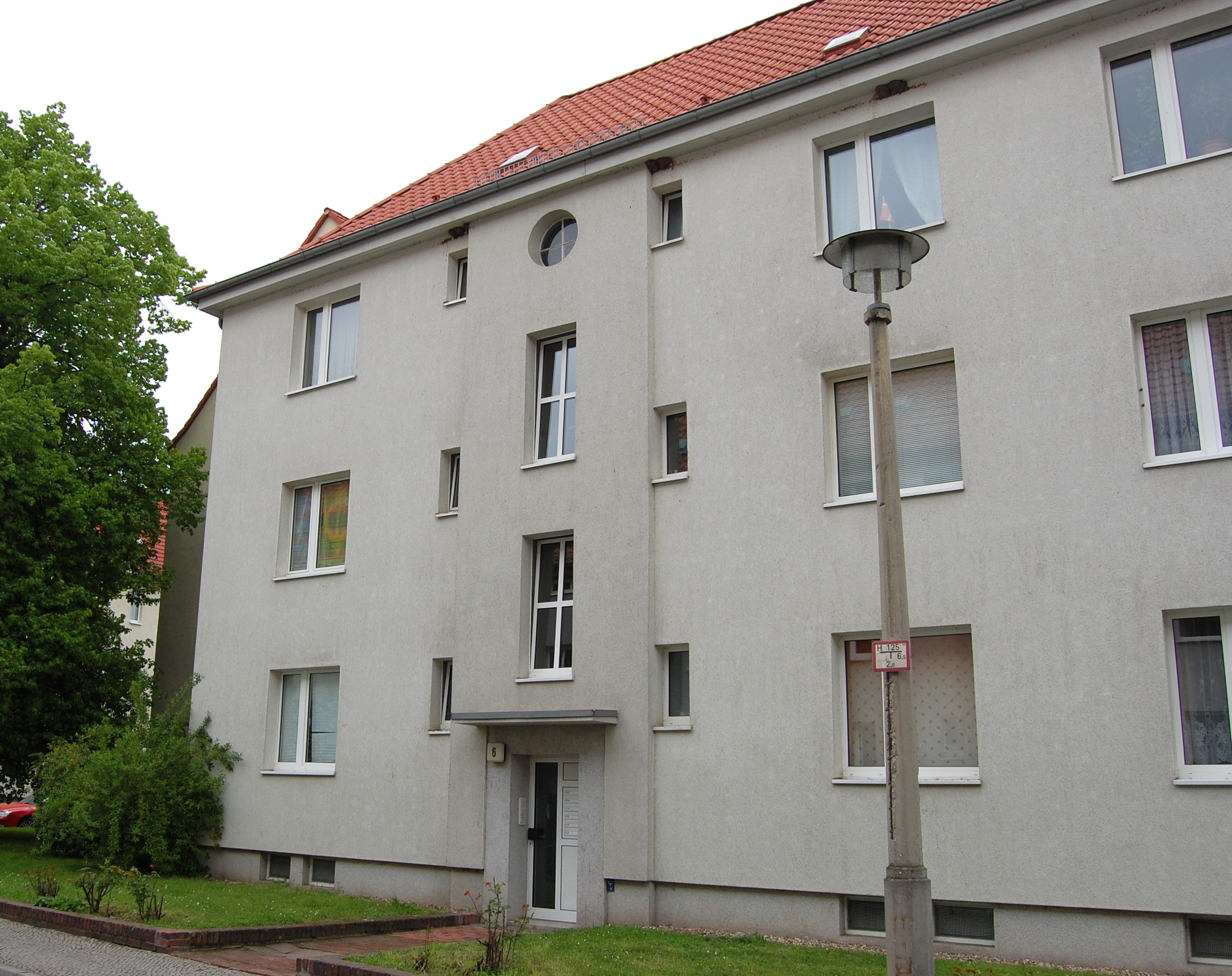
Wohn- und Sterbehaus Schumanns in der Zinckestraße 6 (2010)

Schumann wurde als Sohn von Otto Schumann und Minna Schumann, geborene Sommerfeld geboren. Nach acht Jahren Volksschule lernte Schumann in der Magdeburger Maschinenfabrik Buckau R. Wolf Dreher. Es folgte eine mehrjährige Wanderschaft. 1919 trat er der freigewerkschaftlichen Bewegung bei. 1922 wurde er Mitglied der KPD. Er arbeitete im Kommunistischen Jugendverband (KJVD) mit. Zeitweise war er jedoch Vorsitzender der Magdeburger Ortsgruppe der Sozialistischen Arbeiterpartei Deutschlands. In der Zeit des Nationalsozialismus bestand um ihn eine größere Widerstandsgruppe bei Buckau-Wolf. Er wurde 1935 und 1943 verhaftet und wegen illegaler Tätigkeit zu drei Jahren Zuchthaus verurteilt.
Nach dem Ende des Zweiten Weltkriegs engagierte er sich wieder bei der KPD. Bereits im April/Mai 1945 wurde für das Werk Buckau der Maschinenfabrik Buckau R. Wolf ein neuer Betriebsrat gebildet, dem Schumann zunächst als stellvertretender Vorsitzender angehörte. Später wurde er Betriebsratsvorsitzender. Mit der Zwangsvereinigung von SPD und KPD wurde Schumann Mitglied der SED. Er arbeitete im zentralen Parteiapparat mit und wurde Vorsitzender der SED in seinem Betrieb. Schumann wurde Mitglied des FDGB und gehörte dem Kreisvorstand dieser Gewerkschaft an. Bei der ersten Wahl zum Landtag von Sachsen-Anhalt im Jahr 1946 wurde Schumann im Wahlbezirk 2 für die SED in den Landtag gewählt.
Er heiratete am 28. März 1929 in Magdeburg Else Helene Schumann, geborene Lenz. In den 1930er und 1940er Jahren lebte Schumann in der Zinckestraße 6 in der Siedlung Fermersleben im Magdeburger Stadtteil Fermersleben. Er verstarb plötzlich im Alter von 44 Jahren in seiner Wohnung in der Zinckestraße 6. Als Todesursache wurde kombiniert ein Herzleiden und ein Schlaganfall angegeben.